# Roodstaartdoornsnavel
De roodstaartdoornsnavel (Acanthiza uropygialis) is een zangvogel uit de familie Acanthizidae (Australische zangers).

## Verspreiding en leefgebied
Deze soort komt voor van westelijk en zuidwestelijk  West-Australië tot zuidoostelijk Queensland en noordelijk Victoria.

## Status
De grootte van de populatie is niet gekwantificeerd maar de soort wordt omschreven als op veel plaatsen algemeen. Op de Rode lijst van de IUCN heeft deze soort de status niet bedreigd.